# Integração europeia

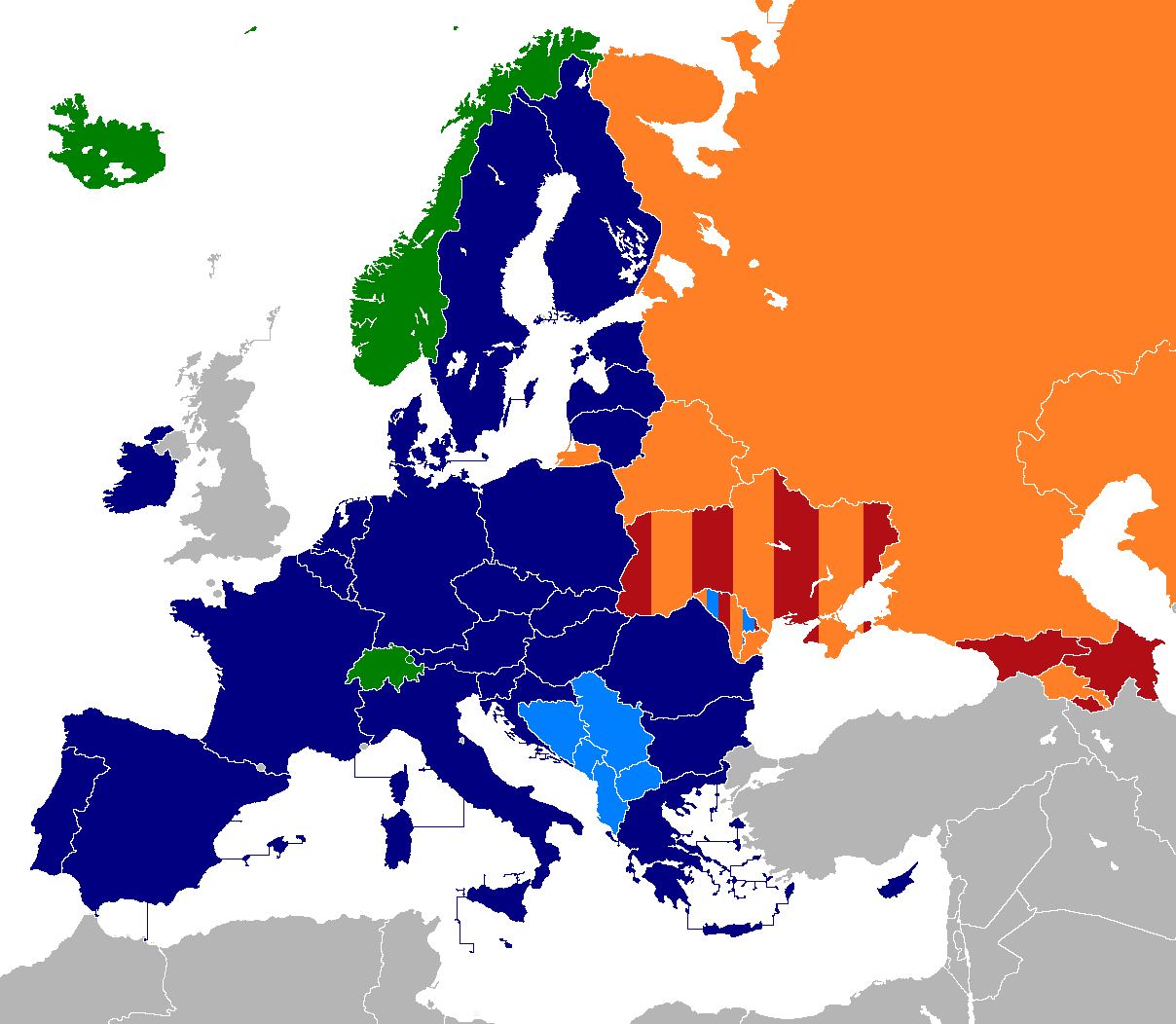
Estados-membro da União Europeia (UE)
Estados-membro da Associação Europeia de Comércio Livre (AECL)
Estados-membro do Acordo Centro-Europeu de Livre-Comércio (ACELC)
Estados-membro do Comunidade dos Estados Independentes (CEI)
Estados-membro do GUAM - Organização para a Democracia e o Desenvolvimento Económico

A integração europeia é o processo político e económico de integração "integracionista" dos Estados da Europa, incluindo alguns estados que estão parcialmente na Europa. Atualmente, a integração europeia é um processo vital para o sucesso da União Europeia.

## Organizações intergovernamentais
Abrangentes
- Conselho da Europa
- Organização para a Segurança e Cooperação na Europa (OSCE)
- Associação Europeia de Comércio Livre (AECL)
- União Europeia
- Comunidade dos Estados Independentes (CEI)
- Espaço Económico Europeu (EEE)
- Espaço Schengen
- Zona Euro
- Comunidade Económica Eurasiática
- Comunidade da Escolha Democrática

Regionais
- Assembleia Báltica
- Consello de Estados do Mar Báltico
- Tratado Báltico de Livre Comércio
- BENELUX
- União Económica Belgo-Luxemburguesa
- GUAM - Organização para a Democracia e o Desenvolvimento Econômico
- Organização de Cooperação Económica do Mar Negro
- Zona Comum de Viagem
- Conselho Britânico-Irlandês
- Grupo de Visegrád (V4)
- Acordo Centro-Europeu de Livre-Comércio (ACELC)
- Conselho Nórdico
- União Nórdica de Passaportes
- União Aduaneira da Bielorrússia, Cazaquistão e Rússia
- Iniciativa Centro-Europeia
- Iniciativa de Cooperação do Sudeste Europeu
- Fórum do Mar Negro para a Parceria e o Diálogo
- Pacto de Estabilidade para o Sudeste da Europa